# Chionaema impunctata
Chionaema impunctata är en fjärilsart som beskrevs av Felder 1861. Chionaema impunctata ingår i släktet Chionaema och familjen björnspinnare. Inga underarter finns listade i Catalogue of Life.